# 1991 FN2
1991 FN2 är en asteroid i huvudbältet som upptäcktes den 20 mars 1991 av den belgiske astronomen Henri Debehogne vid La Silla-observatoriet.